# Hotbot
Hotbot var en tidig söktjänst. Hotbot lanserades i maj 1996.
Hotbot lanserades av HotWired (senare Wired Digital) som var tidningen Wireds Internetbaserade avknoppning. Resultaten baserades ursprungligen på Inktomis databas. Lycos köpte Wired Digital, inklusive Hotbot, år 1998.